# Anne-Sylvie Salzman
Anne-Sylvie Salzman, pseudonimo di Anne-Sylvie Homassel (Parigi, 29 agosto 1963), è una scrittrice francese.

## Biografia
Dopo la laurea in filosofia all'Università della Sorbona a Parigi, si è dedicata allo studio della letteratura di genere fantastico e alla sua traduzione.
Autrice specializzata nel genere gotico rurale e weird, derivazioni del polar francese, ha esordito con l'opera letteraria Au bord d'un lent fleuve noir nel 1997 e, nel 2000 ha pubblicato Sommeil per la casa editrice José Corti.
Ha collaborato con la rivista Le Visage Vert, della quale dal 2008 è co-direttrice. Fin dal 1995, la rivista ha realizzato lavori di edizione, riedizione, critica e traduzione del patrimonio letterario fantastico di tutti i paesi.
Con il suo nome reale, l'autrice ha tradotto dall'inglese al francese vari libri di alcuni tra i più grandi autori di genere giallo, fantastico e gotico e non solo tra i quali Arthur Conan Doyle, Jack London, Arthur Machen, Frank Harris, Iain Banks, Lafcadio Hearn, Lord Dunsany.
Nel 2016, per la Tartarus Press, ha pubblicato Darkscapes, una selezione di racconti dalle sue opere Lamont e Vivre sauvage dans les villes già uscite in Francia e, nel 2017, il saggio A Vampire of the Soul: A Story of Psychophagia scritto con William Charlton.
A ottobre 2017 è uscito il suo primo libro tradotto in Italia, Lacerazioni, presentato nel corso della manifestazione Stranimondi che ha visto l'autrice tra gli ospiti d'onore dell'edizione 2017.

## Opere

### Libri
- (FR) Au bord d'un lent fleuve noir, 1997, ISBN 2909906744
- (FR)  Sommeil, José Corti, 2000, ISBN 2714307124
- (FR) Lamont, Le Visage Vert, 2009, ISBN 2918061069
- (FR) Vivre sauvage dans les villes, Le Visage Vert, 2014, ISBN 2918061263
  - Lacerazioni, Edizioni Hypnos, 2017, ISBN 9788896952627
- (FR) Dernières nouvelles d'Œsthrénie, roman, Dystopia Workshop, 2014 ISBN 9791091146111
- (FR, EN)  Dits des xhuxha'i / Tales of the Xhuxha'i, edizione bilingue francese-inglese, Black Herald Press, 2015 ISBN 978-2-919582-11-2
- (EN)  Darkscapes, Tartarus Press, 2016 ISBN 1905784570.

### Racconti in antologie collettive
- Meannanaich, in Strange Tales, Tartarus Press, 2003
- Adar, Dystopia Workshop, 2016
- Fox Into Lady in Year’s Weird Best Fiction a cura di Laird Barron, 2014.

## Traduzioni (selezione)
- Fritz Leiber, Le pouvoir des marionnettes, Encrage, 1992
- Max Beerbohm, Sept personnages, Joëlle Losfeld, 1998
- Lord Dunsany, Le dernier livre des merveilles, Terre de Brume, 2000
- Arthur Conan Doyle, La pierre de sang, Joëlle Losfeld, 2001
- Arthur Machen, Chroniques du petit peuple, Terre de Brume, 2002
- Arthur Machen, Les trois imposteurs, Terre de Brume, 2002
- Lord Dunsany, Le temps et les dieux, Terre de Brume, 2003
- Arthur Machen, Le grand dieu Pan, Terre de Brume, 2003
- W. Wilkie Collins, La reine de cœur, Terre de Brume, 2003
- Lord Dunsany, Contes du rêveur, Terre de Brume, 2006
- Sax Rohmer, Le mystérieux Dr Fu Manchu, Zulma, 2007
- Sax Rohmer, Les créatures du Dr Fu Manchu, Zulma, 2008
- Willa Cather, Le pont d'Alexander, Le Sonneur, 2012
- Willa Cather, La nièce de Flaubert, Le Sonneur, 2012
- Iain M. Banks, Efroyabl Ange1, L'Œil d'or, 2013
- Thomas Ligotti, Chants du cauchemar et de la nuit, Dystopia Workshop, 2014
- Henry Darger, L'histoire de ma vie, Aux forges de Vulcain, 2014
- Aldo Leopold, Pour la santé de la terre, José Corti, 2014
- Iain Banks, Un chant de pierre, L'Œil d'or, 2016
- Lafcadio Hearn, Insectes, Le Sonneur, 2016